# Illusion by Ceca (kozmetična linija)
Illusion by Ceca je kozmetična linija srbske folk-pop turbofolk pevke Svetlane Ražnatović - Cece.  Kozmetična linija vsebuje parfum ter losjon za telo in gel za prhanje enakega vonja. 
V prodaji se je pojavila 1. decembra leta 2015. 

## Izdelava kozmetične linije
Pevka je na pripravi in izdelavi kozmetične linije skupaj s svojimi sodelavci delala več kot eno leto. “Jaz in moji sodelavci smo dolgo delali na tem. Vsem nam se lahko iluzija uresniči in bistvo tega parfuma je prav to. Lahko rečem, da je “unisex” – tako za moške kot za ženske“, je izjavila Ceca za srbske medije. 
Promocija kozmetične linije je bila 1. decembra leta 2015, v beograjskem hotelu Hyatt. 
To je obenem druga pevkina kozmetična linija, vendar prva, ki je bila ustvarjena za komercialne namene.  

## Seti kozmetične linije
Kozmetična linija vsebuje štiri različne sete oziroma embalažne pakete. 
| Štev. | Naziv seta              | Vsebina seta                            |
| ----- | ----------------------- | --------------------------------------- |
| 1.    | Illysion by Ceca parfum | 50ml parfum                             |
| 2.    | Illysion by Ceca set 1  | 50ml parfum, 200ml gel, 150ml losjon    |
| 3.    | Illysion by Ceca set 2  | 50ml parfum, 200ml gel za prho          |
| 4.    | Illysion by Ceca body   | 200ml gel za prho, 150ml losjon za telo |

## Ostale informacije
- Proizvajalec: Aura, d.o.o., Niš [6]
- Distributer in izvoznik: Sterling, d.o.o., Beograd
- Kozmetična linija je dostopna v Srbiji, Črni gori, Makedoniji, Bosni in Hercegovini [7] in Bolgariji.